# Rhynchina taruensis
Rhynchina taruensis är en fjärilsart som beskrevs av Butler. Rhynchina taruensis ingår i släktet Rhynchina och familjen nattflyn. Inga underarter finns listade.